# Camila Márdila
Camila Márdila dos Remédios Evangelista (Taguatinga, 21 de fevereiro de 1988) é uma atriz brasileira. Ficou conhecida pela sua atuação no filme Que Horas Ela Volta?.

## Biografia
Camila nasceu em Taguatinga, Distrito Federal, e, antes de ingressar ao universo artístico, estudou Comunicação Social na Universidade de Brasília, onde começou a trabalhar em diversas áreas do cinema. Esteve dedicada ao teatro desde criança, em Brasília, porém, na cidade havia pouca produção cultural e contatos com produtores. Camila, então, juntou dinheiro para tentar sucesso em sua carreira no Rio de Janeiro, onde se concentra grandes emissoras de televisão e teatros.
Após sua aclamada atuação no longa Que Horas Ela Volta?, em 2015, Camila ganhou maior destaque na mídia, sendo reconhecida em premiações nacionais e internacionais. Ganhou notoriedade ao receber, ao lado de Regina Casé, o prêmio especial do júri no Festival de Sundance como Melhor Atriz, nos Estados Unidos, pelo filme Que Horas Ela Volta?
Em 2016, estreou na televisão aberta interpretando Regina na minissérie Justiça da Rede Globo, com a autoria de Manuela Dias. Desde então, começou a fazer parte de produções da emissora.
Em 2017, atuou na minissérie Treze Dias Longe do Sol. No ano seguinte integrou o elenco da telenovela Onde Nascem os Fortes, dando vida à Aldina, uma das líderes religiosas de uma comunidade no sertão do Pernambuco, onde se passa a história central da produção.
Em 2019, estreou no horário nobre da Rede Globo, em Amor de Mãe, repetindo parceria com Manuela Dias, onde obteve uma personagem de destaque. Na trama, deu vida à Amanda, uma jovem que luta pela vingança da morte de seu pai, provocada pelas negligências da fictícia empresa "PWA", uma produtora de plástico que contribui ostensivamente na poluição do meio ambiente.

## Filmografia

### Televisão
| Ano  | Título                  | Personagem      | Notas                  |
| ---- | ----------------------- | --------------- | ---------------------- |
| 2015 | Psi                     | Ana             | Episódio: "As Meninas" |
| 2016 | Justiça                 | Regina Menezes  |                        |
| 2018 | Treze Dias Longe do Sol | Yasmin          |                        |
| 2018 | Onde Nascem os Fortes   | Aldina          |                        |
| 2019 | Feras                   | Mari Maia       |                        |
| 2019 | Amor de Mãe             | Amanda Crespo   |                        |
| 2021 | Onde Está Meu Coração   | Vivian Rizo     |                        |
| 2022 | Bom Dia, Verônica       | Gisele Cordeiro | Temporadas 2–3         |
| 2024 | Senna                   | Viviane Senna   |                        |

### Cinema
| Ano  | Título                         | Personagem                                             |
| ---- | ------------------------------ | ------------------------------------------------------ |
| 2008 | 32 Mastigadas: 16N e 16S       |                                                        |
| 2014 | O Outro Lado do Paraíso        | Sueli                                                  |
| 2015 | Que Horas Ela Volta?           | Jéssica Ferreira                                       |
| 2017 | Altas Expectativas             | Lena                                                   |
| 2017 | Cora Coralina - Todas as Vidas | Anna Lins dos Guimarães Peixoto Bretas (Cora Coralina) |
| 2017 | Capitão Brasil                 |                                                        |
| 2018 | O Homem que Parou o Tempo      | Mai                                                    |
| 2022 | Carvão                         | Lucinda                                                |
| 2023 | Meu Nome É Gal                 | Dedé Gadelha                                           |
| 2024 | A Vilã das Nove                | Paloma/Eugênia                                         |
| 2024 | Ainda Estou Aqui               | Dalal Achcar                                           |

### Podcasts
| Ano  | Título                                     | Personagem |
| ---- | ------------------------------------------ | ---------- |
| 2020 | Toninhas: A extinção do golfinho invisível | Bárbara    |

## Teatro
| Ano  | Título                                               |
| ---- | ---------------------------------------------------- |
| 2009 | Resta Pouco a Dizer – peças curtas de Samuel Beckett |
| 2012 | NADA – uma peça para Manoel de Barros                |
| 2015 | Plano Sobre Queda                                    |
| 2016 | A Tragédia e a Comédia Latino-Americanas             |
| 2018 | Naquele dia vi você sumir                            |

## Prêmios e indicações
| Ano  | Premiação                           | Categoria                | Nomeação             | Resultado |
| ---- | ----------------------------------- | ------------------------ | -------------------- | --------- |
| 2015 | Festival de Sundance                | Melhor Atriz             | Que Horas Ela Volta? | Venceu    |
| 2015 | Prêmio Guarani de Cinema Brasileiro | Melhor Atriz Revelação   | Que Horas Ela Volta? | Venceu    |
| 2015 | Prêmio Quem                         | Melhor Atriz de Cinema   | Que Horas Ela Volta? | Indicada  |
| 2016 | Grande Prêmio do Cinema Brasileiro  | Melhor Atriz Coadjuvante | Que Horas Ela Volta? | Venceu    |
| 2016 | Prêmio Extra de Televisão           | Revelação Feminina       | Justiça              | Indicada  |
| 2023 | Grande Prêmio do Cinema Brasileiro  | Melhor Atriz Coadjuvante | Carvão               | Indicada  |
| 2023 | Prêmio Guarani de Cinema Brasileiro | Melhor Atriz Coadjuvante | Carvão               | Indicada  |